# У сімнадцять хлоп'ячих років
«У сімнадцять хлоп'ячих років» — радянський художній фільм 1985 року. Вважається першим чеченським художнім фільмом.
Фільм про чеченця Героя Радянського Союзу Ханпаша Нурадилова. Знятий за сценарієм чеченського журналіста-публіциста Вахи Матієва, написаного ним ще в 1960-ті роки, після виходу фільму виданого у вигляді документальної повісті про Ханпаша Нурадилова «Гранітне серце».

## Сюжет
- Сюжет розвивається флешбеками, при цьому актуальний час показано в чорно-білому кольорі, використано кадри військової кінохроніки, а спогади героя знято у кольорі.

Німецько-радянська війна. Після кровопролитного бою виживає лише кулеметник Ханпаша та сержант Саня Солодухін, який дотягує пораненого друга до шпиталю. Але Ханпаша поранено смертельно, і йому залишається недовго. У його спогадах переплітаються моменти того останнього бою та думки про рідних і дорогих людей, що залишилися в тилу. І найбільше він думає про кохану дівчину — Маліка, яку, як він знає, хочуть насильно видати заміж. Але за звичаями гір, придбати право на наречену можна лише у суворому поєдинку — джигітовці …

## В ролях
- Саїд Піцієв — Ханпаша
- Натаван Мамедова — Маліка
- Олександр Суснін — Саня Солодухін, сержант
- Артур Нищенкін — Трохимич, поранений
- Микола Бармін — військовий лікар
- Людмила Петрова — медсестра
- Василь Маслаков — Паша
- Олег Бондар — Ваня
- Шахмар Алекперов — Салман
- Алі Марісултанов — Абдурахман

## Знімальна група
- Режисер — Руфат Шабанов
- Сценаристи — Ваха Матієв, В. Федоров, Фархад Агамалієв
- Оператор — Аріф Наріманбеков
- Композитор — Леонід Вайнштейн
- Художник — Ариф Абдурахманов, Рафіс Ісмайлов

## Зйомки
Фільм знято кіностудією «Азербайджанфільм», але зйомки велися, зокрема, в одному з гірських селищ Чечні, брали участь актори Чеченського драматичного театру імені Ханпаші Нураділова.
…в одному з епізодів мені треба було показати чеченку, яка танцює на святі Ловзар, але в мене ніяк не виходило. Мене цього вчили солістки чеченського народного ансамблю — показували, як треба робити кроки, танцювати, наче пливеш, особливі рухи в уповільненому ритмі…— виконавиця ролі Маліки акторка Натаван Мамедова